# Diego Confalonieri
Diego Confalonieri (ur. 11 kwietnia 1979 w Bresso) – włoski szpadzista, brązowy medalista olimpijski i dwukrotny medalista mistrzostw świata.

## Kariera sportowa
Podczas igrzysk olimpijskich w Pekinie w 2008 roku reprezentacja Włoch w składzie: Diego Confalonieri, Alfredo Rota, Matteo Tagliariol i Stefano Carozzo zdobyła brązowy medal w zawodach drużynowych. Zajął tam również siódme miejsce indywidualnie, odpadł w ćwierćfinale, po przegranej z José Luisem Abajo 13:14.
Na mistrzostwach świata w Petersburgu w 2007 roku wspólnie ze Stefano Carozzo, Alfredo Rotą i Matteo Tagliariolem zdobył srebrny medal drużynowo. Na tej samej imprezie zajął też trzecie miejsce w zawodach indywidualnych, plasując się za Węgrem Krisztiánem Kulcsárem i Francuzem Érikiem Boisse.
Ponadto czterokrotnie zdobywał brązowe medale w rywalizacji drużynowej: na mistrzostwach Europy w Bourges (2003), mistrzostwach Europy w Izmirze (2006), mistrzostwach Europy w Kijowie (2008) i mistrzostwach Europy w Płowdiwie (2009). 